# سیدار اسپرینگز (جورجیا)
سیدار اسپرینگز (به انگلیسی: Cedar Springs) یک منطقهٔ مسکونی در ایالات متحده آمریکا است که در جورجیا واقع شده‌است. سیدار اسپرینگز ۷۴ نفر جمعیت دارد و ۴۶٫۰۳ متر بالاتر از سطح دریا واقع شده‌است.